# Омия Ардиджа
„Омия Ардиджа“ (Ōmiya Arudīja) е футболен отбор от бившия град Омия (присъединен към град Сайтама през 2001 г.), префектура Сайтама, Япония.
Създаден е като фирмен отбор на Японската телефонна и телеграфна компания НТТ и първоначално се казва „НТТ Сайтама Сокър Селекшън“, а после „НТТ Канто Сокър Клуб“. Настоящото име идва от транскрипцията на испанската дума ардия (катерица), която е и символ на клуба.

## Известни бивши играчи
- Хорхе Дели Валдес (Панама) 2001/02
- Саул Мартинез (Хондурас) 2006
- Кристиян (Бразилия)2005